# Оклузија централне вене мрежњаче
Оклузија централне вене мрежњаче или тромбоза централне вене мрежњаче једна је од оклузивних болести крвних судова очног дна, која се карактерише патолошким променама и поремећајем вида, најчешће једног ока, због прекида протока крви кроз зачепљени (оклудирани) крвни суд. Чешће се јавља код болесника са шећерном болести и артеријском хипертензијом. Најчешће је изазвана тромбом. Узрокује безболни губитак вида, а појављује се нагло.
Фактори ризика укључују хипертензију, доб, глауком, шећерну болест и хиперкоагабилност. Оклузија може захватити део )огранак) ретиналне вене или централну ретиналну вену, када је погођена макула. Дијагнозна се поставља офталмоскопијом фундуса ока.
У лечењу треба збринути интернистичку болест, болесника треба контролисати и лечити ласерском фотокоагулацијом у случају да код исхемијске форме оклузије почне неоваскуларизација мрежњаче. Ласерска терапија се такође примењује код последичног едема макуле. Често се ординирају и интравитреалне ињекције анти-ВЕГФ-а и кортикостероида. Ако се у склопу клиничке слике јави интравитреално крварење, потребна је pars plana витректомија.

## Шифре ретиналних венских оклузивних болести премаМКБ ИЦД-10
Централна венска оклузија мрежњаче
- Х34.811 (десно око)
- Х34.812 (лево око)
- Х34.813 (обострано)

Оклузија огранака централне вене мрежњаче
- Х34.831 (десно око)
- Х34.832 (лево око)
- Х34.833 (обострано)

Венска стаза и уомчавање венског крвног суда на мрежњачи
- Х34.821 (десно око)
- Х34.822 (лево око)
- Х34.823 (обострано)

## Епидемиологија
Морбидитет
Оклузије огранака централне вене мрежњаче су три пута чешће него оклузије главног венског стабла. Преваленца оклузија ретиналних вена је око 0,5% целокупне светске популације и процењује се да у свету има 16 милиона обољелих7-8. Према подацима из Сједињених Америчких Држава (САД), пето-годишња инциденца је 0,5 на 100, док је у десето-годишњем распону 2,3 на 100 код старијих од 40 година.9-10.
Из базе података за 2008. годину, 7-84,2 на 1.000 светске популације имаће оклузију огранака (CI = 3/7-5/2) и 0,8 на 1000 оклузију главног стабла ретиналне вене (CI = 0.6-1.0). Ризик да ће особа која има оклузију централне ретиналне вене у једном оку, задобити истоветну оклузију венског крвног суда на другом оку је 1% . Особе које су имале оклузију огранка ретиналне вене у једном оку, имају 10% ризик да ће за три године имати оклузију ретиналне вене и на другом оку.
Животна доб
Оклузија централне ретиналне вене најчешће се јавља код особа старијих од 65 година, а код 6-14% пацијената присутна је на оба ока.
Полне разлике
Мушкарци и жене подједнако оболевају. 
Расне ралике
Према подацима популационих студија из 2010. године, оклузије огранака јављају се у 2,8 случајева на 1.000 белаца, 3,5 на 1.000 црнаца, 5,0 на 1.000 Азијата и 6,0 на 1.000 Латиноамериканаца, док је преваленца оклузије главног стабла централне ретиналне вене 0,88 на 1.000 белаца, 0,37 на 1.000 црнаца, 0.74 на 1000 Азијата и 1,0 на 1.000 Латиноамериканаца.

## Етиологија
Настанку оклузије (зачепљења) централне вене мрежњаче на очном дну претходе специфичне промене, чији узрок могу бити: артеријска хипертензија, запаљењске промене, поремећај у крвној слици - склоност ка коагулацији-тромбози. Шећерна болест, срчане болести и злоупотреба дувана могу да фаворизују ово обољење.
Процес коагулације и стварање тромба изазива застој крви у венама, тако да на очном дну настају промене због прекида прилива артеријске крви, дистално од места зачепљења. 
Промене су најизраженије код спазма крвних судова (неурогеног порекла), хипертензије и артериосклерозе, узводно од места укрштања артерија и вена, што има за последицу развој хипоксичних оштећења и поремећај видних функција.

## Клиничка слика
У начелу клиничку слику прати карактеристичан налаз на очном дну који се јавља код оклузије главног стабла централне ретиналне вене и обухвата: * дилатиране и вијугаве вене и венуле, 
- едем папиле очног живца,
- интраретинална крварења
- едем мрежњаче.

Према обиму оклузије ЦРВ постоје два облика болести:
- Блага, неисхемична форма која се одликује делимичном оклузијом венског стабла и венском стазом;
- Тешка, исхемична форма, где се на флуоресцеинском ангиограму уочавају подручја преко 10 папиларних пречника капиларне оклузије и губитка капилара - хеморагична ретинопатија.

Поред ових форми постоји и: комбиноване форме која у 80% очију са ОВЦР напредују у тешку исхемични форму болести и хемиретинална форме оклузије централне ретиналне вене која је удружене са урођеним варијацијама у гранању главног стабла централне ретиналне вене и захватају горњу или доњу половину ретине.
Клиничка слика зависи од тога да ли је окузија настала у стаблу централне вене или у једном од њених стабала (горњем или доњем).
Оклузија стабла
Код оклузији стабла централне вене, папила је отечена и заклања крвне судове и наступа моментални губитак вида-амауроза. 
Код прегледа очног дна виде се хеморагије у мрежњачи, не само у пределу папиле већ по целом очном дну. Вене су пуније, артерије су органски измењене и показују склеротичне промене. Мрежњача је едематозна, а очнно дно је млечно беле боје. Једино се разликује место који одговара жутој мрљи, јер има црвену боју која подсећа на трешњу. 
У даљем развоју мрежњача и очно дно добијају нормалну боју, едем исчезава са црвеном бојом макуларног предела. На папили очног живца види се атрофија ако је оклузија захватила стабло артерије. Настаје дефинитиван губитак вида.
Оклузија гране
Код оклузије једне од гране централне вене мрежњаче, захваћена је горња или доња грана. Вена је дистално проширена од места укрштења са артеријом и настају многобројне хеморагије дужином те венске гране.
Офталмоскопски налаз на том подручју карактеришу: уже артерије, макула се издваја црвеном бојом у едематозна делу у коме долази до функционалног испада.

## Дијагноза

### Тестови за рано откривање оклузије (офталмолошки скрининг)
Тестови за одређивање оштрине вида
Директна фундоскопија (кроз проширену пупилу)
Индиректна фундоскопија
Мерење интраокуларног (унутарочног) притиска
Колор фундус фотографија
Ова метода користе се за документовање степена оштећења очног дна, присуства неоваскуларизација на папили видног живца или на ретини,
постојања и обима крварења, праћења терапијског одговора или за евалуацију будућих терапијских поступака.
Оптичка кохерентна томографија (ОЦТ)
Ова веома сензитивна дијагностичка метода од великог је значаја у раном откривању едема макуле, промена на витреоретиналној површини,
присуства субретиналне или интраретиналне течности, одлубљења неуросензорне ретине и других анатомских промена унутар саме Фовеа. 
ОЦТ се данас широко примењује и представља обавезан део прегледа и праћења код пацијената који се лече анти-ВЕГФ терапијом, на основу квантитативних нумеричких и квалитативних података одлучујући је фактор у избору лечења. 
Такође ОЦТ је значајна и за донођење одлуке да ли започети ласерски третман или је индикована витректомија код пацијента са едемом макуле, у чему ОЦТ представља најпрецизнији и најважнији путоказ. 
Клиничке студије указују да ОЦТ налаз едема макуле у ОВЦР није увек у корелацији са видном оштрином.
Флуоресцеинска ангиографија (ФА)
Ово је данас неприкосновени дијагностичка метод за процену и утврђивање степена оклузивне болести крвних судова ретине, обима исхемије и типа макуларног едема. Уз помоћ ње локализују се микроанеуризме, подручја капиларне неперфузије, појава колатералних крвних судова. Она је неопходан 
путоказ за жижну ласерфотокоагулацију подручја макуле.
Флуоресцеинска ангиографија није препоручљива код трудница и дојиља, јер флуоресцеин пролази плацентарну хематобаријеру а ефекти овог средства на фетус, касније одојче, нису испитани.
Ултрасонографија ока
Користи се за испитивање стања ретине у случајевима где замућеност оптичких медија ока и опсежан хемофталмус не дозвољавају прегледност очног дна.

## Диференцијална дијагноза
- Хемиретинална оклузија вена мрежњаче као могућа варијанте централне венске оклузије мрежњаче.
- Макроанеуризма мрежњаче, која се најчешће јавља као лоптаста дилатације настала из великих артериола мрежњаче.
- Шећерном болешћу изазван едем макуле
- Очни исхемијски синдром, који настаје као последица хроничне инсуфицијенције васкуларног система ока.
- Непролиферативна дијабетесна ретинопатија
- Ретинопатија у хемоглобинопатији
- Валсалва ретинопатија, код средњег до наглог повећања унутаргрудног притиска.
- Болест српастих ћелија
- Терсонов синдром, или крварење унутар мрежњаче као последица субарахноидалне хеморагије ока.

## Терапија
Лечење је комплексно и захтева ургентну интервенцију. Прекид спазма применом вазодилататора, спазмолитика, антихипертензијва. Лечење артериосклерозе и запаљењких промена, а у тежим случајевима захтева и ласер-фото-коагулацију.

## Прогноза
Најчешће долази до потпуне ресорпције хеморагије. Међутим када хеморагија захвати и предео жуте мрље, она доводи до губитка или смањења оштрине вида, или доводи до стварања нових крвних судова са појавом секундарног хеморагичног глаукома.
Код оклузије гране ретиналне вене ресорпција хеморагије је повољна чак и реканализација тромбозираног дела без икакве терапије. 

## Превенција
Профилакса игра важну улогу и обухвата; правилно лечење срчаних болести, атеросклерозе, инфекцијских промене, заштиту зида артерија, редовну употребу лекова од стране хроничних пацијената.